# Музей «Історія Трускавця»
Музе́й «Істо́рія Трускавця́» — міський історичний музей у місті Трускавці Львівської області, зібрання матеріалів і предметів з історії та культури міста, про видатні особистості, пов'язані з Трускавцем.

## Загальні дані
Музей розташований в історичному розкішному будиночку колишньої вілли «Саріуш», яка є пам'яткою архітектури початку XX століття, в центральній частині Трускавця за адресою: 
Майдан Січових Стрільців, буд. 2, м. Трускавець (Львівська область), Україна.
Заклад працює щоденно, крім суботи, від 10-ї до 18-ї години.

## З історії та сьогодення музею
Музей міста-курорту Трускавця був організований 29 грудня 1982 року відповідно до рішення Трускавецького міськвиконкому. 
Від часу заснування в музейному закладі здійснено 3 реекспозиції, і тепер (2-а половина 2000-х рр.) у 7 залах музею експонується чимало цікавих документів, оригінальних експонатів з історії та побуту населення Підгір'я від найдавніших часів до сьогодення. Музей також має 2 виставкові зали, в яких організовуються різноманітні виставки. 
Щорічно (2000—2010 рр.) Трускавецький історичний музей відвідує понад 14 тисяч осіб.

## Експозиція
Експозиція музею «Історія Трускавця» висвітлює важливі періоди розвитку Трускавця та характеризує культурно-побутовий уклад місцевого населення — бойків. 
Матеріали перших 4 залів детально висвітлюють цікаву історію краю — від давньоруських часів до 1960 року. Зокрема, у 4-му залі виставлено старожитності кінця XIX — початку XX століть, а саме: побутові речі, одяг, вишивки, дерев'яний, скляний, глиняний посуд, господарський реманент, що відтворюють побут бойків того часу — жорна, прядки, скрині тощо. 
Окрема музейна зала присвячена розбудові Трускавця як курорту в 70—90-х роках XX століття. Саме в цей період у Трускавці зводили нові санаторії і пансіонати, які і сьогодні є основною лікувально-оздоровчою базою курорту. 
У центрі останньої зали привертає увагу макет міста-курорту, який допомагає відвідуючам побачити відразу весь Трускавець.

## Світлини

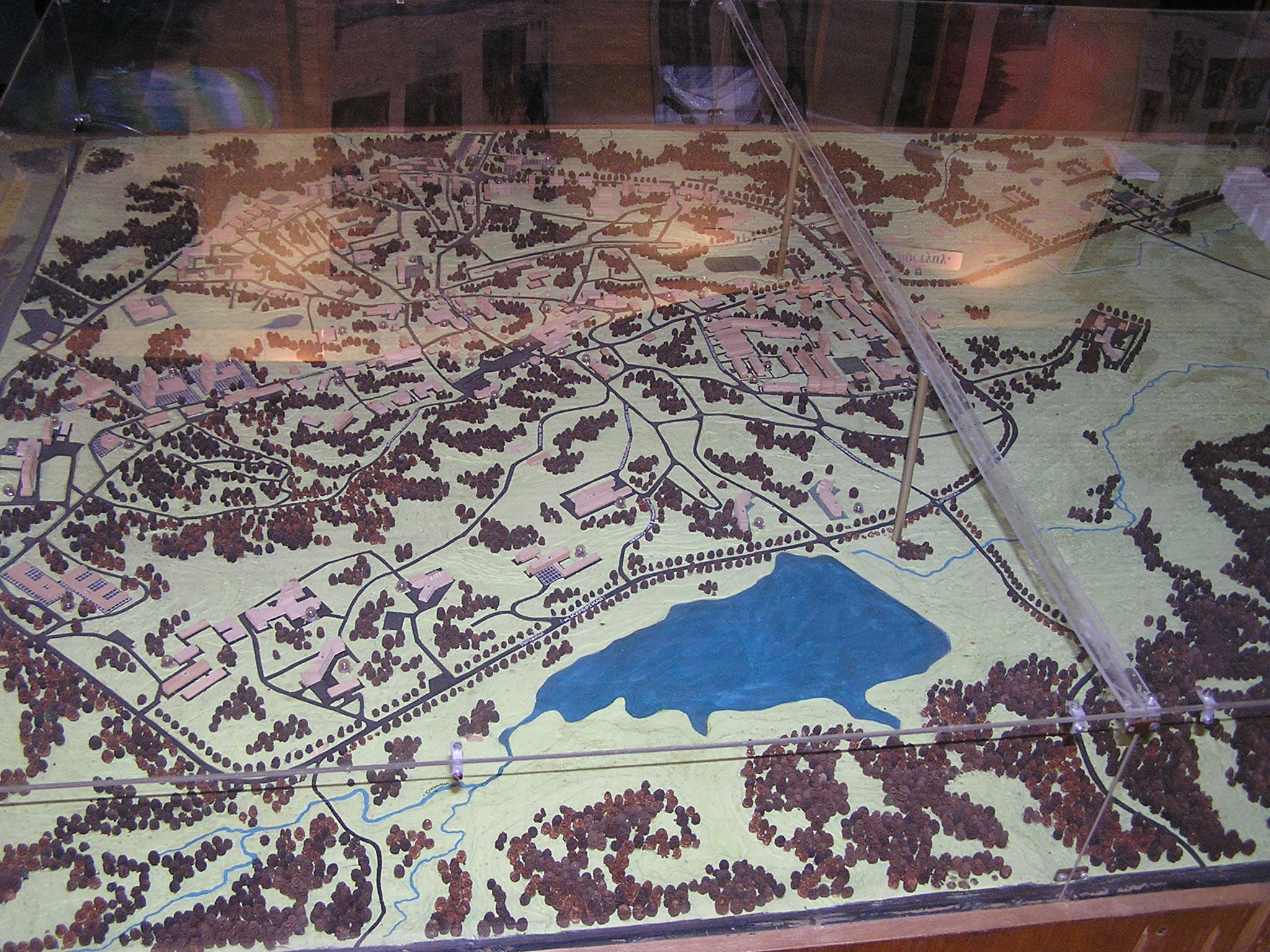
Макет міста
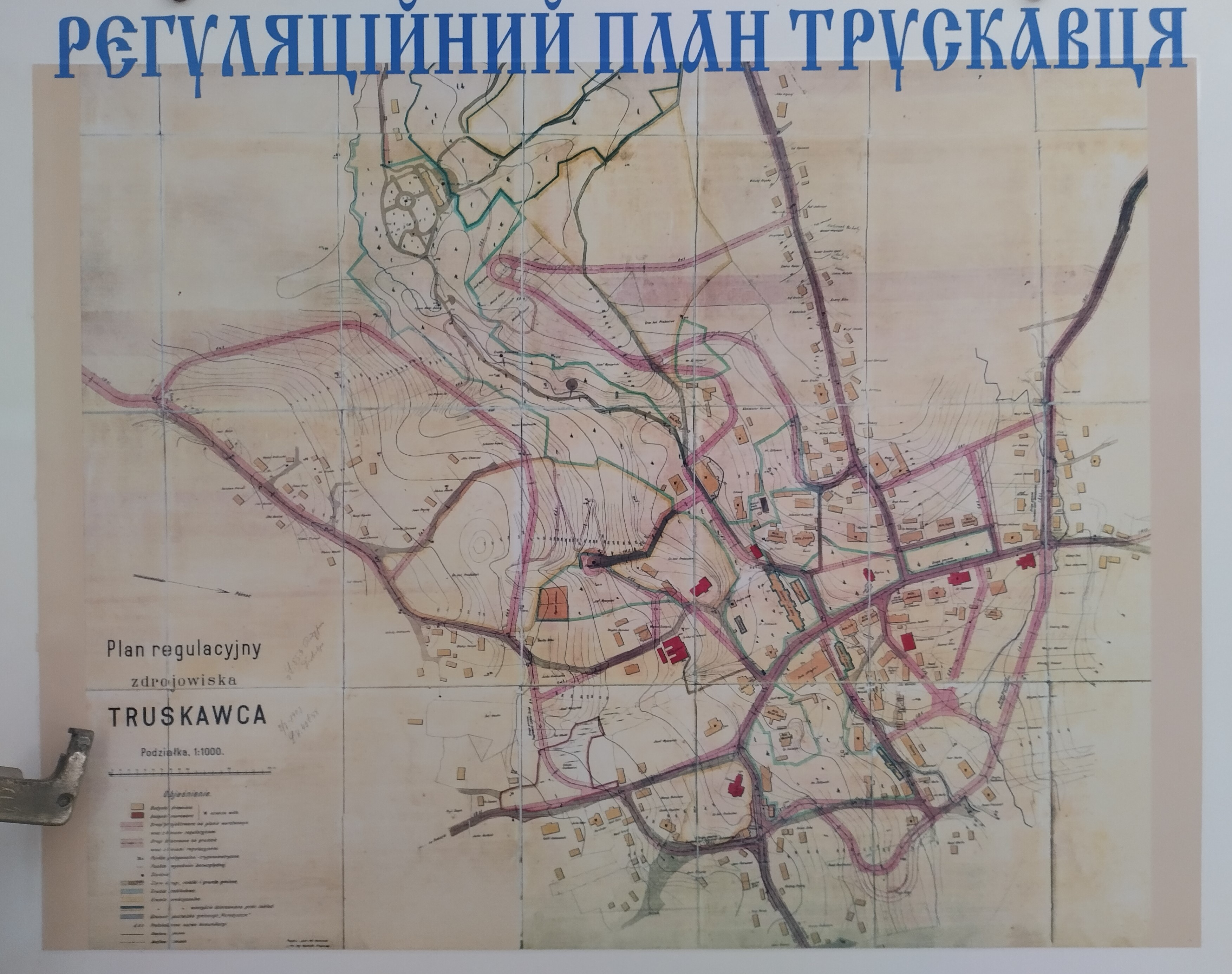
Рєгуляційний план Трускавця
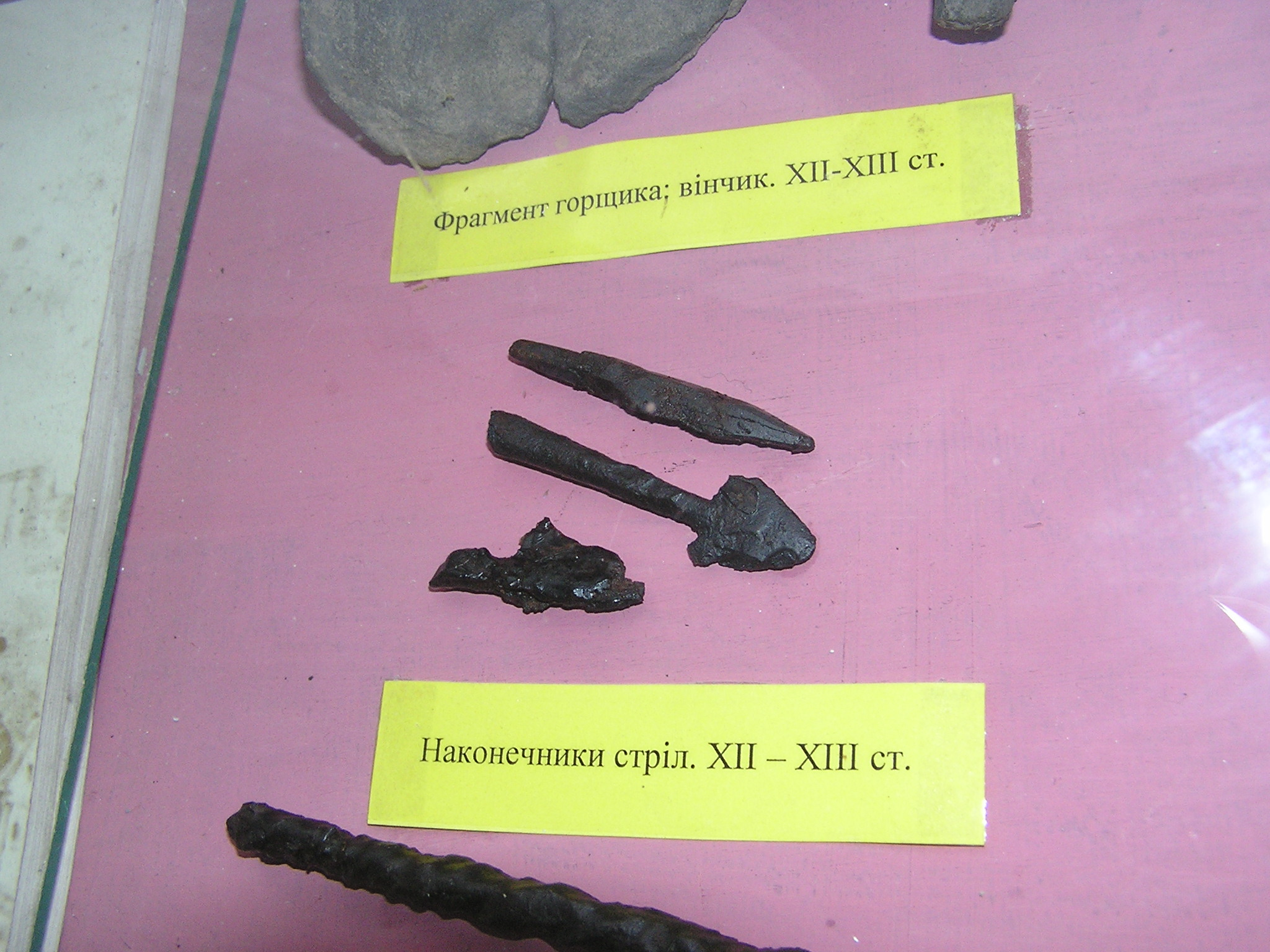
Археологічна експозиція
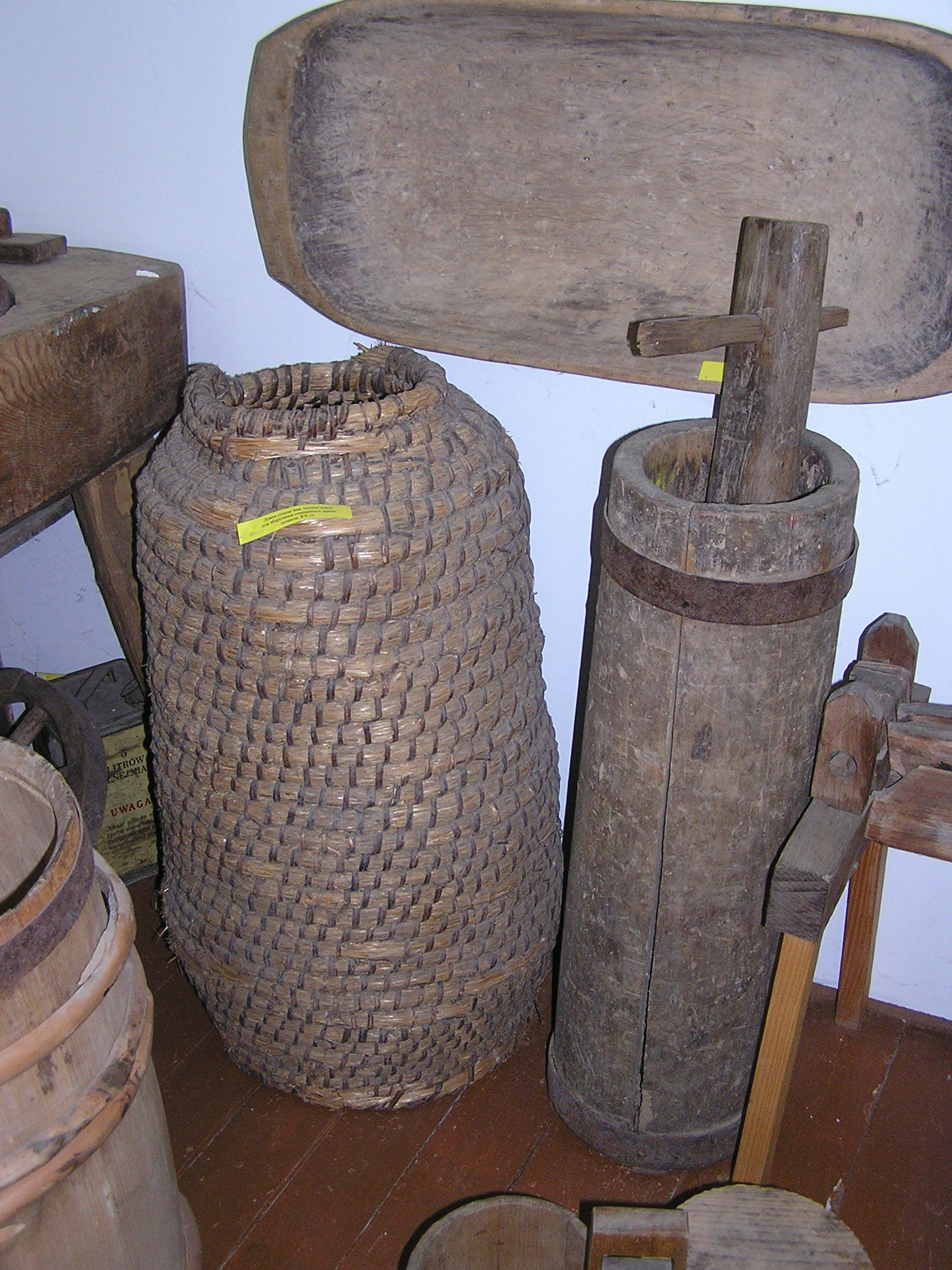
Етнографічна експозиція
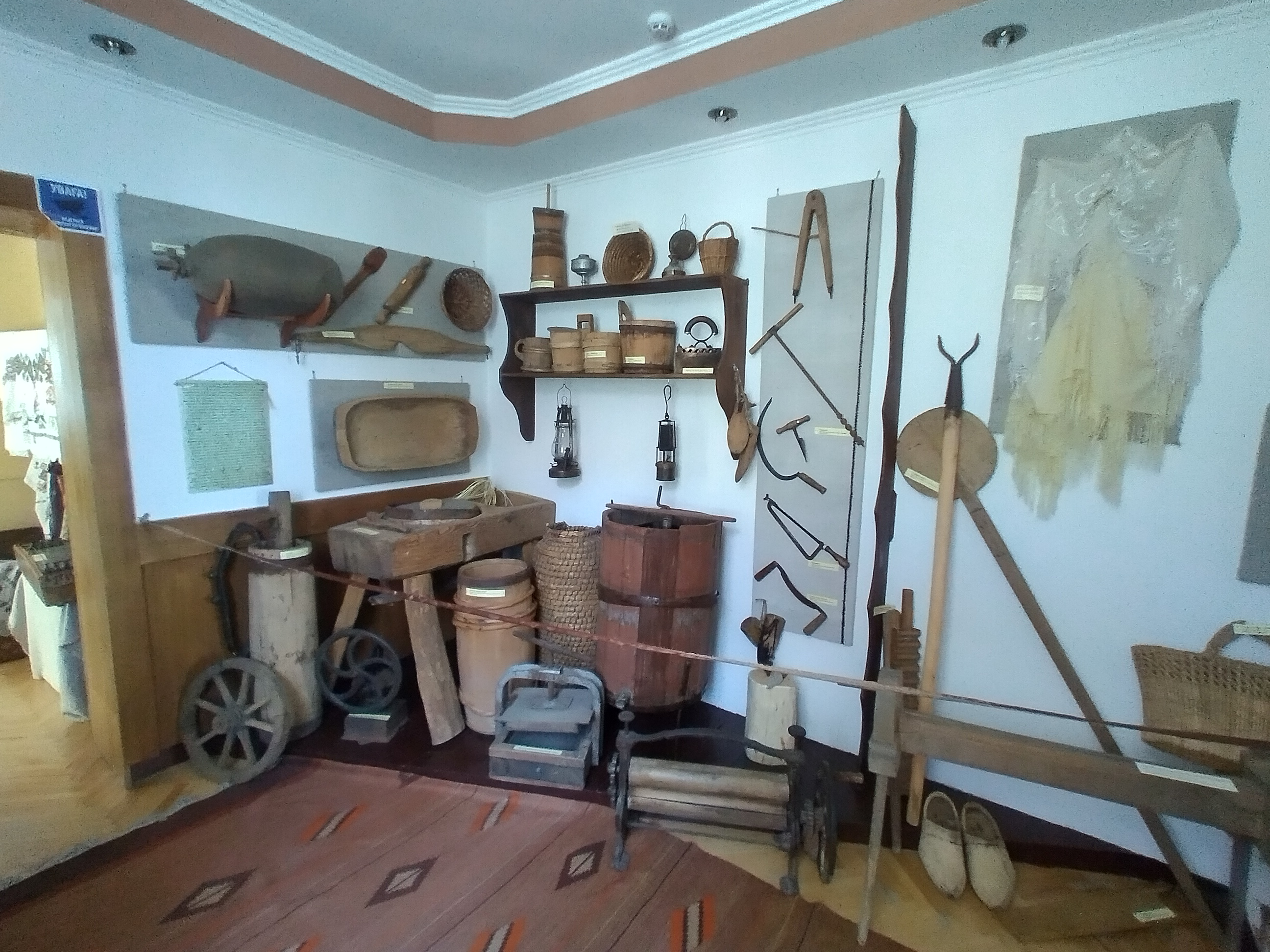
Сільськогосподарські та побутові речі мешканців
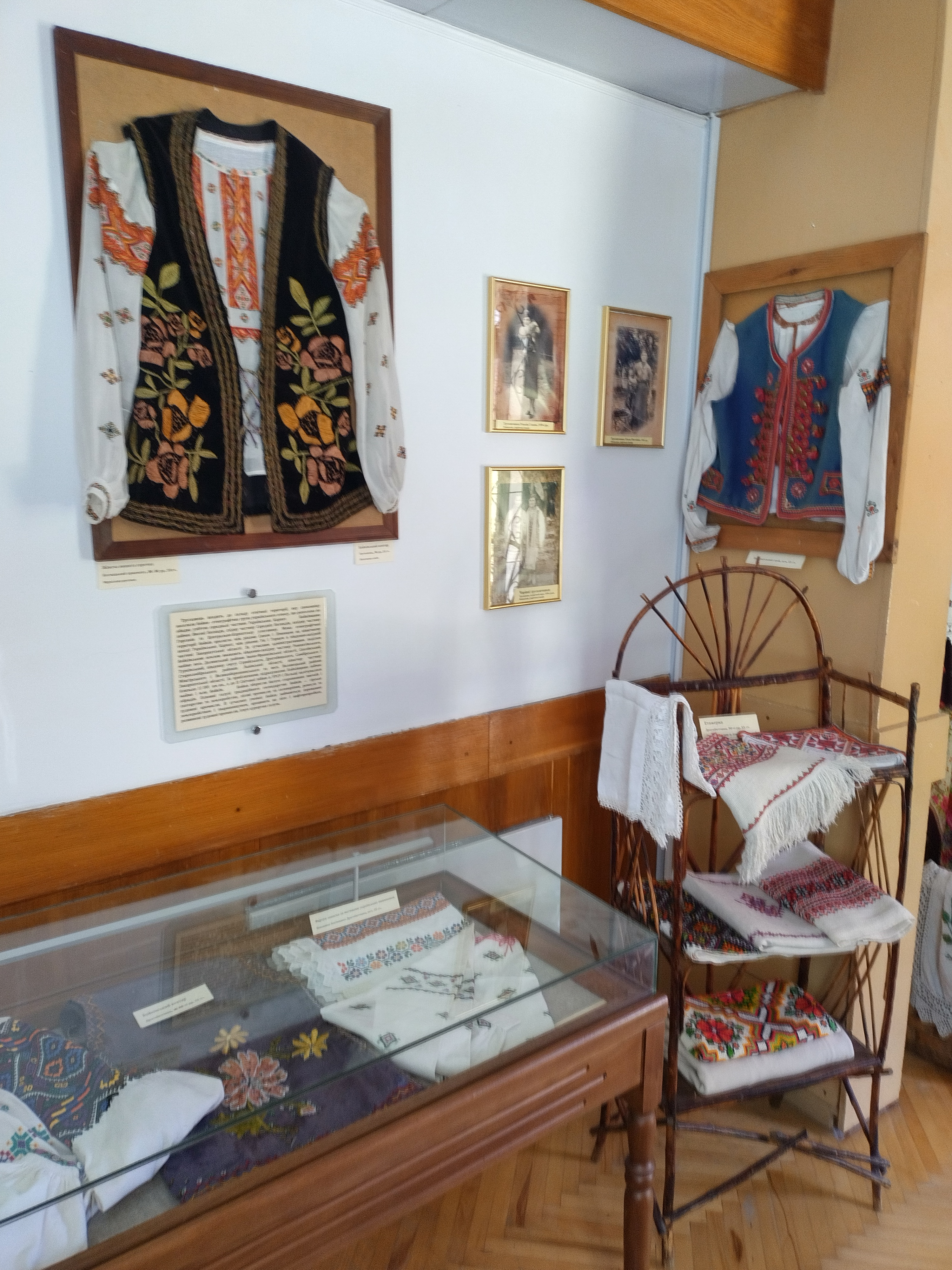
Традиційний одяг мешканців
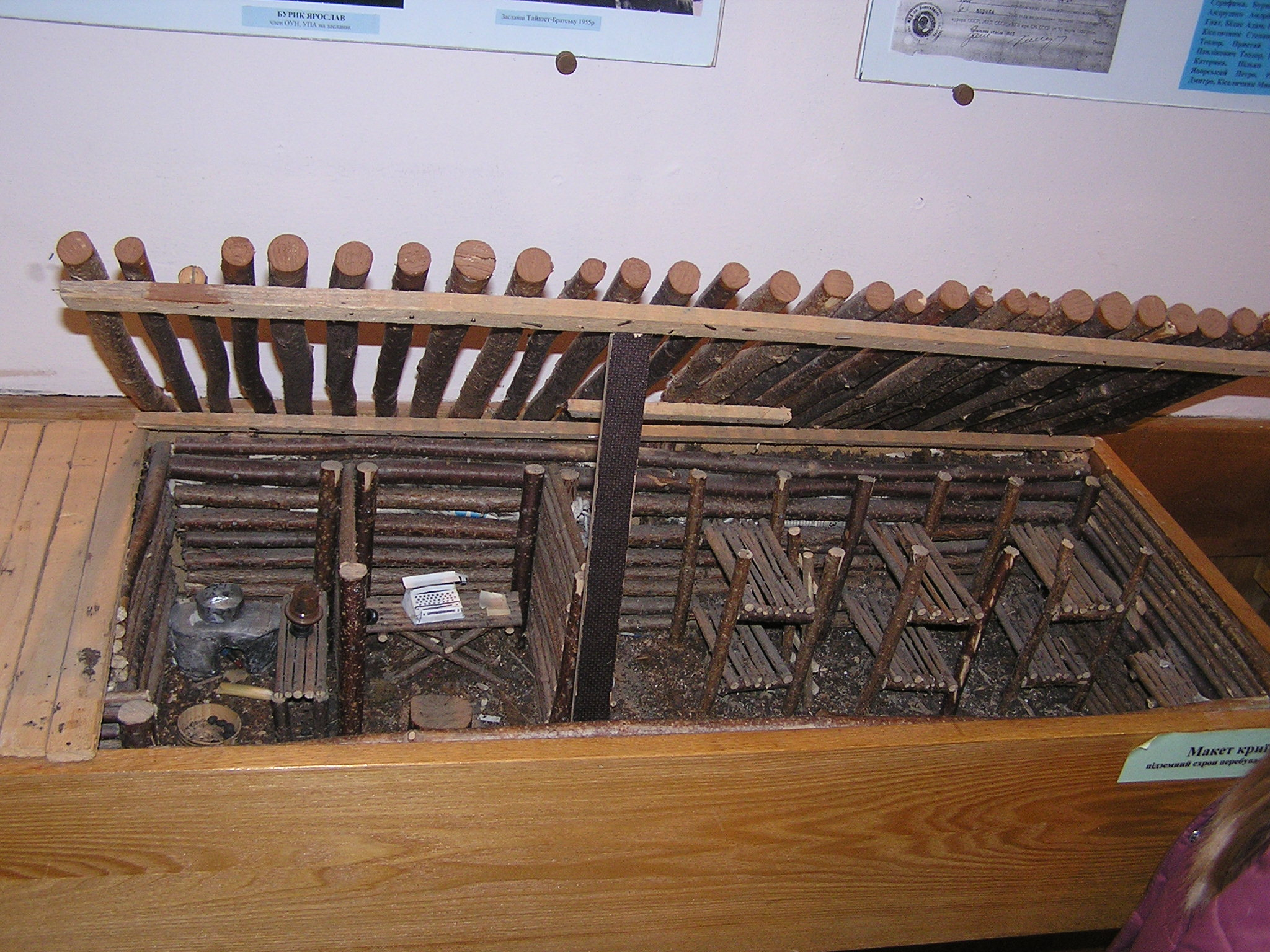
Макет криївки вояків УПА
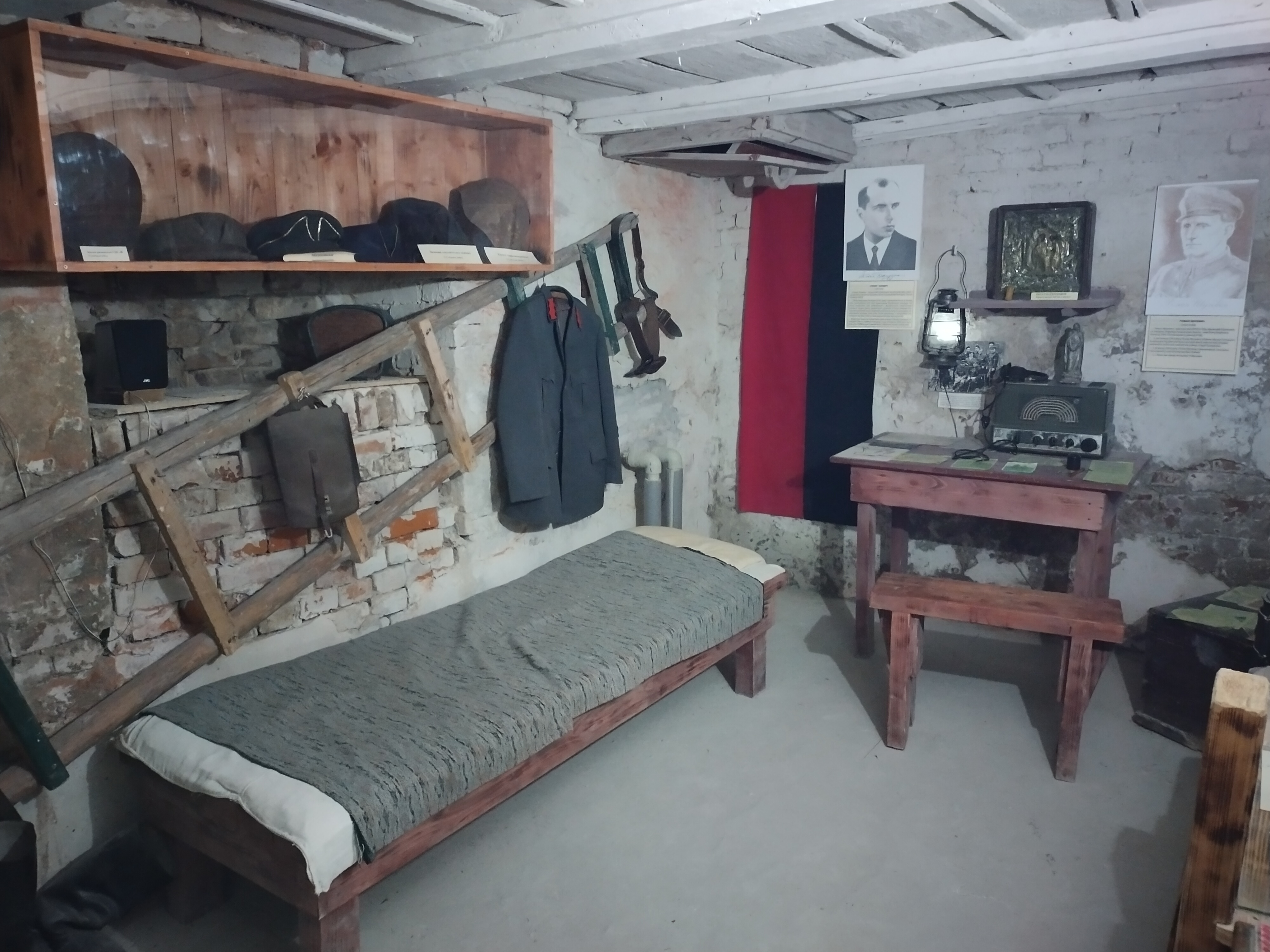
Криївка
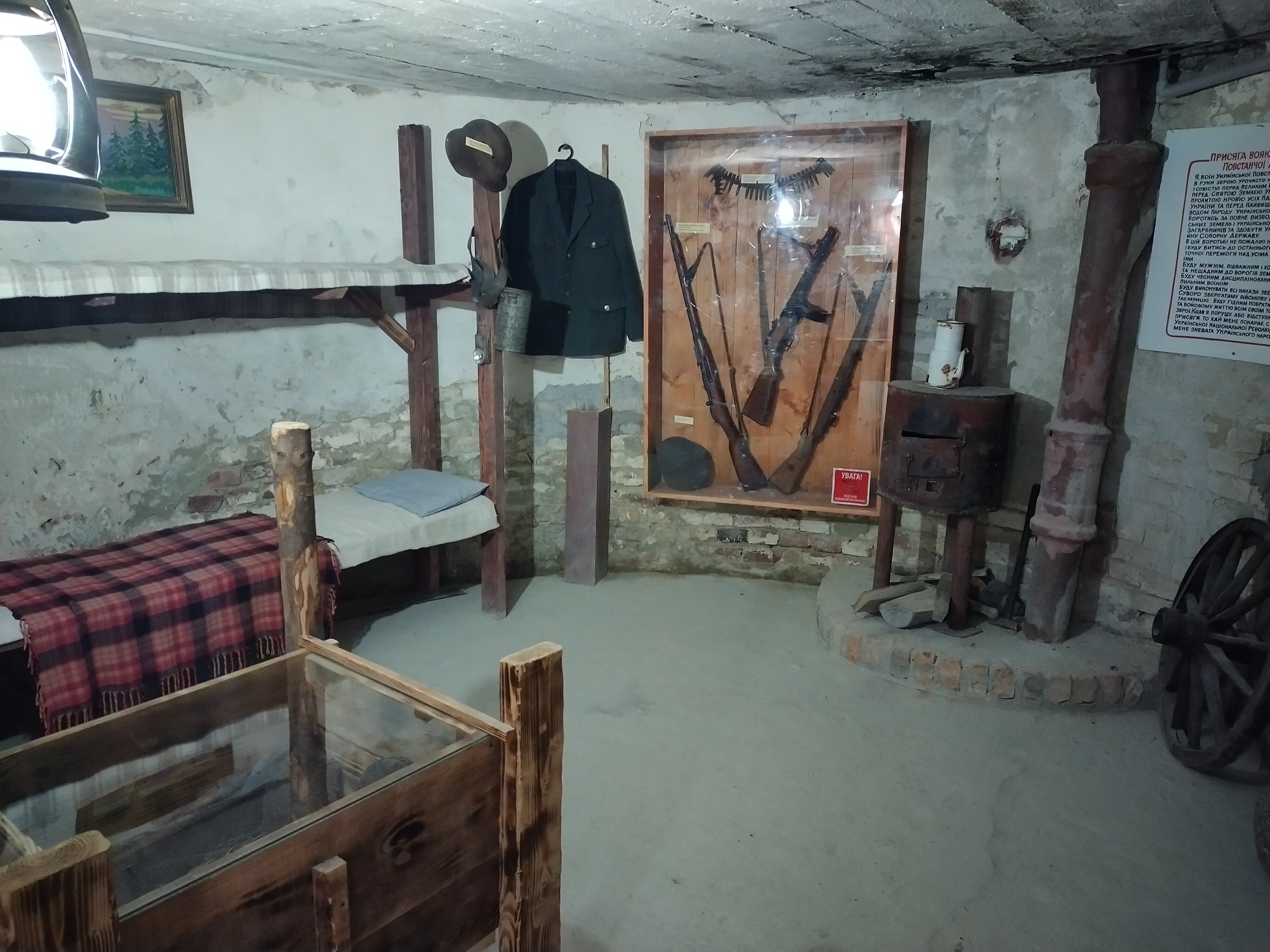
Криївка
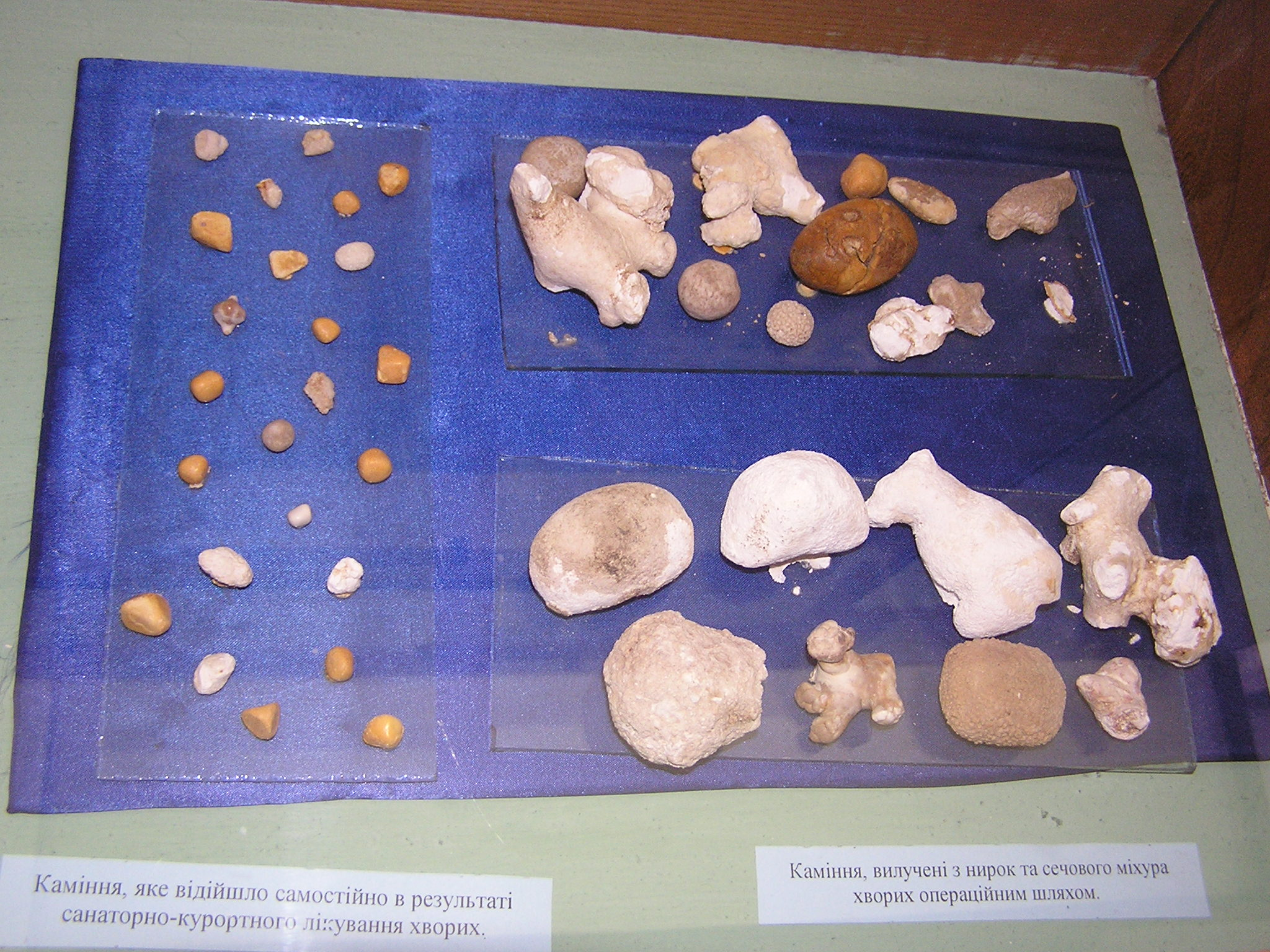
Каміння з нирок та сечових міхурів пацієнтів курорту

## Виноски
1. ↑  Культура (Трускавця) [Архівовано 11 жовтня 2007 у Wayback Machine.] на truskavets-city.gov.ua («Трускавець — Все про місто-курорт»), Офіційний сайт Трускавецької міської ради [Архівовано 4 листопада 2015 у Wayback Machine.]